# グランツーリスモシリーズ
グランツーリスモシリーズは、ソニー・インタラクティブエンタテインメントから発売されているゲームソフトのシリーズ。略称は『GT』『グランツ』など。
山内一典によって考案され、彼が代表取締役を務めるポリフォニー・デジタルが開発を行っている。ジャンルはドライビング&カーライフシミュレーター。
タイトルは、自動車のカテゴリのひとつ「グランツーリスモ」から採られた。2022年11月現在、累計9000万本超の販売数を記録したシリーズである。ゲーム業界では、世界に数多く存在するレーシングゲームの中でも頂点に立つシリーズとして日本、世界で知られている。多数の自動車メーカーや部品メーカーも宣伝を兼ねて協力しており、広告媒体としても絶大な効果を発揮している。
2013年5月15日に行われたグランツーリスモシリーズの「15周年記念イベント」で山内は、15年間同じチームで開発できたのはゲーム業界で他に例がないことと語り、今後は「GTアカデミー」や「CAN-ECU」といった現実とゲームが影響を及ぼし合う「リアルとバーチャルの境界作用」をテーマにすると述べた。

## 歴史
1997年、他に類を見ないドライビング&カーライフシミュレーターとして始まり、以降のレースゲーム全般や自動車業界に多大な影響を与えた歴史的なシリーズである。ゲームにおいても写実性を極めつつある2020年代、グランツーリスモは単なるゲームに留まらない、自動車を総合的に仮想体験できる先進的なプラットフォームとして受容されている。1990年代には「現実からレースゲームへ」という流れを作り、逆に2010年代以降は「レースゲームから現実へ」という流れを作りつつある。具体的にはプロレーサーの育成・初走行コースの前準備や実車走行データの可視化や架空車の実車化など、シミュレーション環境として現実の問題解決に応用されている。
1990年代半ば、3D空間を表現できるゲーム機の登場により家庭用ゲーム機の表現力が飛躍的に向上した。また、16bitCPUとは比較にならないほどの高精度計算が可能な32bitCPUが次々とゲーム機に搭載されるようになった。この進歩を受けてグランツーリスモは物理演算に基づいて実在の自動車の挙動を再現したゲームとして開発され、キャッチフレーズでもある「リアルドライビングシミュレーター」として登場した。ただし、実車の再現や簡単な物理演算はアタリが1989年にアーケードゲームの『ハードドライビン』で試みており、更に高精度な物理演算を取り入れたラリーカー・シミュレーターである1995年の『セガラリーチャンピオンシップ』よりも後発の作品となる。一方で、物理的な挙動よりも、手軽にドリフト走行を可能とするなど爽快感を重視した『リッジレーサーシリーズ』などとは一線を画したリアルな挙動や、1990年代当時のレースゲームで流行していた原色の多用によるカラフルな画面とは異なる、写実的な色彩表現がユーザーには驚きをもって迎えられた。各車両は250頂点のポリゴンモデルとして制作された。さらに、当時としては珍しい「環境マッピング」を取り入れ、車の光沢を表現するような効果を実現したことや、多数の実在する車種や改造パーツを収録したことなどが相まって、「家庭でカーライフを仮想体験できる」という事から大ヒット作品となった。初代グランツーリスモが発売された当時、ここまで総合的にリアル志向を打ち出したレースゲームは他になく、実車を扱う自動車好きにとっても憧れの自動車を仮想体験できる魅力的なプラットフォームとなった。グランツーリスモを模倣したゲームも多数登場し、レースゲームというジャンルそのものにリアル志向という側面で大きな影響を与えた作品といえる。ゲーム初心者用のチュートリアルもあり、順位を競うのも良し、ゆっくり乗り回すのも良し、車を眺めるのも良しで対象者は幅広いが、高度なゲームシステムが作りこまれ、豊富なデータが提供されているため非常に深い追究も可能である。作品を重ねるにつれて、車両を構成する頂点数は100万頂点まで増え、適応型のテッセレータで視点に応じて車両の曲面を自動生成するようになっただけでなく、物理演算の精度も大幅に向上しており、実車走行と比較した場合のドライブ感覚の違いやタイム差は小さくなっている。グランツーリスモを使用して多額の費用を掛けずに実車のレーサーを育成することも可能になりつつあり、映画『グランツーリスモ』ではその実例が描かれている。
生みの親である山内一典は、1993年にソニー・ミュージックエンタテインメント入社後、いち早く企画書を提出した。しかし、「メーカーとライセンス契約して実車が登場するゲームを出したい」という山内の請願は当時としては非現実的で、まずは低年齢層に向けた『モータートゥーン・グランプリ』の開発に着手する運びとなる。
『モータートゥーン・グランプリ』シリーズを2作作り終えて、ようやくグランツーリスモ開発へと着手することになる経緯はゲームクリエイター列伝「グランツーリスモを創った男達」として『週刊少年マガジン』誌上で1998年に漫画化された。なお、この漫画シリーズは他社のゲームの開発秘話も含めて毎回同様の展開であり、「ある開発者がパチンコ店でパチンコ玉を見て、車に光沢をつけるアイデアを思いついた」というエピソードなど、創作がかなり含まれている。

## ゲーム内容
レーシングドライバーの生活を仮想体験する「グランツーリスモモード」（『グランツーリスモ5』では「GT LIFE」）がメインとなっている。試験を受けてライセンスを取得したりレースイベントに出場して賞金を稼ぎ、車の売買・チューニングやメンテナンスなどを行いながら腕を磨いていく。また『グランツーリスモ4』『グランツーリスモ5』『グランツーリスモ6』ではレーシングチームの監督となりAIドライバーに指示を出すB-Specモードも含まれる。
この他、単独のレースを手軽に楽しめるアーケードモード、『グランツーリスモ4 オンライン実験バージョン』以降では対戦・ランキングなどのオンライン要素も収録されている。
車両の改造・調整についても詳細に表現されており、最大出力だけでなくパワーカーブも変化し、前後独立して1mm単位での車高調整、0.1度単位でのキャンバー角調整などが可能であることから賛否両論を巻き起こしながらもユーザーを獲得していった。作品によっては「レーシングモディファイ」項目によって、レースシーンでほとんど見かけない車種の外観をレース仕様にすることもできた。また、スポーツカーだけでなくミニバンや軽ワゴン、コンパクトカーやセダン（スポーツグレードではない）なども、現実に市販されているボディーカラーを踏襲するように収録された。
多くのレースゲームでのドライビング視点は後方追従か、車両前端中央のみであったが、本シリーズ後半からは車内視点が再現され、実際に動くメーターや、エアコン・オーディオパネル、シフトノブなどが車種ごとに異なり、レース車両の車内も再現された。
車両情報についても詳細に記録されており、購入画面や車種選択画面にて車両開発経緯などが紹介される。リプレイ画面中に音声で読み上げるシリーズもあったが、最新シリーズでは採用されていない。
撮影モードを搭載しており、レースリプレイ鑑賞中に一時停止して写真を納めることができる他、特定のシチュエーションに車両を配置して現実感さながらの撮影が可能。用意されている背景はどれも現実に存在する箇所ばかりで、自動車メーカーカタログやテレビCMのようなバーチャルな背景は用意されていない。
また、シリーズ初期から耐久レースをプレイ可能で、24時間レースをすることもできた。タイヤの摩耗やガソリンの消費も再現され、ピット作業もシリーズを追うごとに表現が追加された。ピット作業ではジャッキアップ、タイヤ交換、給油作業、スタート合図それぞれにスタッフが描かれ、補助スタッフや隣のピット人員まで表現される（ピットはタイヤ交換担当がタイヤ1本につき各2名ずつ配置、給油が伴う場合は火災発生防止のためタイヤ交換終了後から給油される）。タイヤ摩耗及びガソリン消費については消耗倍率の設定が可能で、公式大会では1スティントごとの最低義務周回数が設けられる場合がある。また壁及び車両接触・四輪脱輪・ホワイトラインカットなどに対するペナルティを設定する事も可能。

### 収録車種
世界各国に実在する自動車メーカーの車種が登場する。モータースポーツとは程遠い大衆車や旧車、高級車も多数登場させることで、プレイヤーが実際に所有しているものと同じ車種をドライブしたり、また容易に購入が見込めない高級車もドライブできるなど、レースファン以外のユーザーの取り込みにも成功した。
かつて、エレクトロニック・アーツ社と独占契約を結んでいた関係でポルシェの車種は一切収録されておらず、代替としてポルシェ車のチューニングを手がけるRUFオートモービルの車種が収録されていた。2016年にこの独占契約は終了したため、『グランツーリスモSPORT』からは正式にポルシェが収録されることとなった。
また、さまざまな企業とのコラボレーションで考案された架空の車も収録されている。『グランツーリスモ4』ではナイキとの共同デザインによる、2022年の未来を見据えて創り出されたコンセプトカー「ナイキ One 2022」が登場した。『グランツーリスモ5プロローグ』に登場した「GT by シトロエン」はゲームと同時進行で開発され、コンセプトカーとして1/1の実車も製作された。『グランツーリスモ5』ではレッドブル・レーシングと共同開発した地上最速のレーシングカー「X1プロトタイプ」が収録された。
『グランツーリスモ6』からは、シリーズ15周年の記念企画として「ビジョン グランツーリスモ」というプロジェクトが進められ、各自動車メーカーが創り出したコンセプトカーが収録されている。このプロジェクトは後発作の『グランツーリスモSPORT』、『グランツーリスモ7』にも引き継がれ、2024年現在も進行中である。

### テーマ曲
1作目から代々テーマ曲としてオープニングデモなどに使用されている曲は安藤まさひろがANDY'S名義で制作したアルバム『ANDY'S』収録の「MOON OVER THE CASTLE」である。同アルバムの収録曲はボーカル部分をインスト化するなどアレンジが施され、ほぼ全曲が1作目のBGMとして利用された。また、T-SQUAREのアルバム『BLUE IN RED』には同曲のT-SQUAREバージョンともいえる「Knight's Song」が収録されている。なお、この曲はコンサドーレ札幌のホームゲーム選手入場時のBGMとしても使われている。

## 収録コース
第1作目の『グランツーリスモ』では架空のオリジナルコースのみが収録されており、『グランツーリスモ3』まではハードウェアやゲームエンジンの性能上による現実との誤差を理由に、オリジナルコースが主に収録されていた。しかし第1作目の発売後に挙げられた市場からの強い要請により、『グランツーリスモ2』で初の実在サーキットのラグナ・セカが収録され、『グランツーリスモ3』ではモンテカルロ市街地コースが「コート・ダ・ジュール」として収録された。
オリジナルコースだけでなく、『グランツーリスモ2』で初出したローマ市街地コースとシアトル・サーキット、『グランツーリスモ3』で初出した「東京・ルート246」など、実在の都市を舞台とした「シティコース」も多い。
その後、2004年に発売された『グランツーリスモ4』を皮切りに国内外の実在サーキットが多数収録され始め、『グランツーリスモ5』ではNASCARとの提携によりデイトナ・インターナショナル・スピードウェイやインディアナポリス・モーター・スピードウェイが追加、同名番組との提携によりトップギア・テストトラックも登場。シリーズ初の有料ダウンロードコンテンツによる追加コース（スパ・フランコルシャンなど）も登場した。『グランツーリスモ4』から収録されたニュルブルクリンクは、収録しているレースゲームが他にほとんど無く、その難易度とインパクトは特筆すべきものであった。
『グランツーリスモ6』以降はF1世界選手権の開催地であるシルバーストン・サーキットやレッドブル・リンク、バサースト12時間レースのマウント・パノラマ・サーキットなどの著名なサーキットが追加されている。
『グランツーリスモSPORT』においては、前作までに登場していたオリジナルコースやシティコースがほぼ軒並み未収録となり、代わりに実在する国をモデル及びコース所在地とした新たなオリジナルコースが多数収録されている。
シリーズ最新作の『グランツーリスモ7』では『グランツーリスモSPORT』の収録コースに一部改良を施して加え、『グランツーリスモ』から『グランツーリスモ6』までに収録されていた幾つかのオリジナルサーキットがリメイクされて収録されている。

### リアルサーキット
| ロケーション                                  | GT1 | GT2 | GT3 | GT4 | GTPSP | GT5 | GT6 | GTS | GT7 |
| --------------------------------------------- | --- | --- | --- | --- | ----- | --- | --- | --- | --- |
| アスカリ・レース・リゾート                    |     |     |     |     |       |     | ○   |     |     |
| インディアナポリス・モーター・スピードウェイ  |     |     |     |     |       | ○   | ○   |     |     |
| インテルラゴス・サーキット                    |     |     |     |     |       |     |     | ○   | ○   |
| インフィニオン・レースウェイ                  |     |     |     | ○   | ○     |     |     |     |     |
| ウィロースプリングス・レースウェイ            |     |     |     |     |       |     | ○   | ○   | ○   |
| ウェザーテック・レースウェイ・ラグナ・セカ    |     | ○   | ○   | ○   | ○     | ○   | ○   | ○   | ○   |
| オートポリス                                  |     |     |     |     |       |     |     | ○   | ○   |
| カタロニア・サーキット                        |     |     |     |     |       |     |     | ○   | ○   |
| グッドウッド・サーキット                      |     |     |     |     |       |     |     | ○   | ○   |
| グッドウッド・ヒルクライム                    |     |     |     |     |       |     | ○   |     |     |
| シルバーストン                                |     |     |     |     |       |     | ○   |     |     |
| 鈴鹿サーキット                                |     |     |     | ○   | ○     | ○   | ○   | ○   | ○   |
| スパ・フランコルシャン                        |     |     |     |     |       | ○   | ○   | ○   | ○   |
| ツインリンクもてぎ                            |     |     |     | ○   | ○     | ○   | ○   |     |     |
| 筑波サーキット                                |     |     |     | ○   | ○     | ○   | ○   | ○   | ○   |
| デイトナ・インターナショナル・スピードウェイ  |     |     |     |     |       | ○   | ○   |     | ○   |
| トップギア・テストトラック                    |     |     |     |     |       | ○   |     |     |     |
| ニュルブルクリンク                            |     |     |     | ○   | ○     | ○   | ○   | ○   | ○   |
| 富士スピードウェイ                            |     |     |     | ○   | ○     | ○   | ○   | ○   | ○   |
| ブランズハッチ                                |     |     |     |     |       |     | ○   | ○   | ○   |
| マウントパノラマ モーターレーシングサーキット |     |     |     |     |       |     | ○   | ○   | ○   |
| モンツァ・サーキット                          |     |     |     |     |       | ○   | ○   | ○   | ○   |
| リカルド・トルモ・バレンシア・サーキット      |     |     |     |     | ○     |     |     |     |     |
| ル・マン 24時間 レーシングサーキット          |     |     |     | ○   | ○     | ○   | ○   | ○   | ○   |
| レッドブル・リンク                            |     |     |     |     |       |     | ○   | ○   | ○   |
| ロード・アトランタ                            |     |     |     |     |       |     |     |     | ○   |
| ワトキンズ・グレン・インターナショナル        |     |     |     |     |       |     |     |     | ○   |

### オリジナルコース
| ロケーション                       | GT1 | GT2 | GT3 | GT4 | GTPSP | GT5 | GT6 | GTS | GT7 |
| ---------------------------------- | --- | --- | --- | --- | ----- | --- | --- | --- | --- |
| アイガー北壁コース                 |     |     |     |     |       | ○   | ○   |     | ○   |
| アプリコットヒル・レースウェイ     |     | ○   | ○   | ○   | ○     |     | ○   |     |     |
| アルザス                           |     |     |     |     |       |     |     | ○   | ○   |
| エル・キャピタン                   |     |     |     | ○   | ○     |     |     |     |     |
| オータムリンク                     | ○   | ○   |     | ○   | ○     | ○   | ○   |     |     |
| カートスペース                     |     |     |     |     |       | ○   | ○   |     |     |
| 京都ドライビングパーク             |     |     |     |     |       |     |     | ○   | ○   |
| グランツーリスモアリーナ           |     |     |     |     |       |     | ○   |     |     |
| グランバレー・ハイウェイ 1         | ○   | ○   | ○   | ○   | ○     | ○   | ○   |     | ○   |
| グリンデルワルド                   |     | ○   |     |     |       |     |     |     |     |
| ケープリンク                       |     |     |     |     |       | ○   | ○   |     |     |
| コンプレックス・ストリング         |     |     | ○   |     |       |     |     |     |     |
| サーキット・デ・ラ・シエラ         |     |     |     |     |       |     | ○   |     |     |
| サルディーニャ・ロードトラック     |     |     |     |     |       |     |     | ○   | ○   |
| サン=クロワ・サーキット            |     |     |     |     |       |     |     | ○   | ○   |
| ジムカーナコース                   |     |     |     | ○   |       |     |     |     |     |
| スーパースピードウェイ             |     | ○   | ○   |     |       |     |     |     |     |
| スペシャルステージ・ルートX        |     |     |     |     |       | ○   | ○   | ○   | ○   |
| タヒチ・ロード                     |     | ○   |     |     |       |     |     |     |     |
| ディープフォレスト・レースウェイ   | ○   | ○   | ○   | ○   | ○     | ○   | ○   |     | ○   |
| テストコース                       | ○   | ○   | ○   | ○   | ○     |     |     |     |     |
| トライアルマウンテン・サーキット   | ○   | ○   | ○   | ○   | ○     | ○   | ○   |     | ○   |
| ドラゴントレイル                   |     |     |     |     |       |     |     | ○   | ○   |
| ノーザンアイル・スピードウェイ     |     |     |     |     |       |     |     | ○   | ○   |
| ハイスピードリンク                 | ○   | ○   |     | ○   | ○     | ○   | ○   |     | ○   |
| ビギナーコース                     |     |     |     | ○   | ○     |     |     |     |     |
| ブルームーン・ベイ・スピードウェイ |     |     |     |     |       |     |     | ○   | ○   |
| ブロードビーンレースウェイ         |     |     |     |     |       |     |     | ○   | ○   |
| マッターホルン                     |     |     |     |     |       |     | ○   |     |     |
| ミッドフィールド・レースウェイ     |     | ○   | ○   | ○   | ○     |     | ○   |     |     |
| モータースポーツランド             |     | ○   |     |     |       |     |     |     |     |
| モーターランド                     |     |     |     | ○   | ○     |     |     |     |     |
| レイク・マジョーレ・サーキット     |     |     |     |     |       |     |     | ○   | ○   |
| レッドロックバレー・スピードウェイ |     | ○   |     |     |       |     |     |     |     |

### シティコース
| ロケーション                     | GT1 | GT2 | GT3 | GT4 | GTPSP | GT5 | GT6 | GTS | GT7 |
| -------------------------------- | --- | --- | --- | --- | ----- | --- | --- | --- | --- |
| アマルフィサーキット             |     |     |     | ○   | ○     |     |     |     |     |
| イタリア市街地コース             |     |     |     | ○   | ○     |     |     |     |     |
| オペラ・パリコース               |     |     |     | ○   | ○     |     |     |     |     |
| コート・ダジュール               |     |     | ○   | ○   | ○     | ○   | ○   |     |     |
| シアトル・サーキット             |     | ○   | ○   | ○   | ○     |     |     |     |     |
| ジョルジュ・サンク・パリコース   |     |     |     | ○   |       |     |     |     |     |
| スペシャルステージ・ルート5      | ○   | ○   | ○   | ○   |       | ○   | ○   |     |     |
| クラブマンステージ・ルート5      | ○   | ○   |     | ○   |       | ○   | ○   |     |     |
| スペシャルステージ・ルート7      |     |     |     |     |       | ○   | ○   |     |     |
| スペシャルステージ・ルート11     | ○   |     | ○   |     |       |     |     |     |     |
| ソウル市街地コース               |     |     |     | ○   | ○     |     |     |     |     |
| 東京エクスプレスウェイ           |     |     |     |     |       |     |     | ○   | ○   |
| 東京・ルート246                  |     |     | ○   | ○   | ○     | ○   | ○   |     |     |
| ニューヨーク市街地コース         |     |     |     | ○   | ○     |     |     |     |     |
| 香港                             |     |     |     | ○   |       |     |     |     |     |
| マドリード市街地コース           |     |     |     |     |       | ○   | ○   |     |     |
| ラスベガス・ドラッグ・ストリップ |     |     |     | ○   |       |     |     |     |     |
| ロンドン市街地コース             |     |     |     |     |       | ○   | ○   |     |     |
| ローマ・サーキット               |     | ○   | ○   |     |       |     |     |     |     |
| ローマ市街地コース               |     |     |     |     |       | ○   | ○   |     |     |
| ローマ・ナイト                   |     | ○   |     |     |       |     |     |     |     |

### ダート・スノーコース
| ロケーション                     | GT1 | GT2 | GT3 | GT4 | GTPSP | GT5 | GT6 | GTS | GT7 |
| -------------------------------- | --- | --- | --- | --- | ----- | --- | --- | --- | --- |
| アイガー北壁コース               |     |     |     |     |       | ○   | ○   |     |     |
| アイス・アリーナ                 |     |     |     | ○   | ○     |     |     |     |     |
| カテドラルロックス・トレイル     |     |     |     | ○   | ○     |     |     |     |     |
| グランドキャニオン               |     |     |     | ○   | ○     |     |     |     |     |
| グリーンフォレスト・ロードウェイ |     | ○   |     |     |       |     |     |     |     |
| コロラドスプリングス・レイク     |     |     |     |     |       |     |     | ○   | ○   |
| サルディーニャ・ウィンドミルズ   |     |     |     |     |       |     |     | ○   | ○   |
| シャモニー                       |     |     |     | ○   | ○     | ○   | ○   |     |     |
| スイスアルプス                   |     | ○   | ○   | ○   | ○     |     |     |     |     |
| スモーキー・マウンテン           |     | ○   | ○   |     |       |     |     |     |     |
| タヒチ・メイズ                   |     | ○   | ○   | ○   | ○     |     |     |     |     |
| タヒチ・サーキット               |     | ○   | ○   |     |       |     |     |     |     |
| トスカーナ                       |     |     |     |     |       |     | ○   | ○   |     |
| パイクスピーク                   |     | ○   |     |     |       |     |     |     |     |
| フィッシャーマンズ・ランチ       |     |     |     |     |       |     |     | ○   | ○   |
| レイク・ルイーズ                 |     |     |     |     |       |     |     |     | ○   |

登場サーキットの注釈
1. ↑  GT5までは「ラグナセカ・レースウェイ」。GT6のみ「マツダ・レースウェイ・ラグナ・セカ」。
2. 1 2  タイムアタック専用コース。
3. 1 2 3 4  有料DLC。
4. ↑  GTSまでは「サルト・サーキット」。
5. ↑  GT6までの名称は「グランバレー・スピードウェイ」。
6. 1 2 3 4  GT7で名称の変更と景観がカリフォルニア州道1号線（英語版）をモチーフにしたものに一新。
7. 1 2 3 4 5  「ドライビングパーク」に含まれる。
8. ↑  コーヒーブレイク、フリーランでのみ走行可。
9. ↑  GT3でリニューアル。
10. ↑  GT4のみ「モータースポーツランドII」。
11. ↑  GT2のみ「シアトル市街地コース」。
12. ↑  コース中盤のレイアウトは作品ごとに異なる。
13. ↑  首都高速道路各所をモチーフにしたオリジナルコース。
14. ↑  「ローマ・サーキット」とは異なるレイアウトのコースだが、一部区間を共用している。
15. ↑  GT4・GTPSPに収録されたものと、GT5・GT6に収録されたものではレイアウトが異なる。
16. ↑  GT2のみ「スモーキーマウンテン南コース」。
17. ↑  GT2のみ「スモーキーマウンテン北コース」。
18. ↑  GT2のみ「タヒチ・ダート・ルート3」。

## シリーズ

### PlayStation
グランツーリスモ
1997年12月23日発売。記念すべきシリーズ初代作品。当時としては類を見ない台数の100車種146グレードが収録された。それまでのゲームとは違い、リアルフィーリング・リアルドライビングを追求して開発されており、当時の家庭用レースゲームの中で車の挙動が最も本物に近いなどの理由から爆発的なヒットを記録した。パッケージの車はトヨタ・スープラとスカイラインGT-R。
レーシングモディファイはその車のレースカーがあったとしても、ゼッケンがなく、そのレーシングカーを真似た架空のものでしかなかった。
グランツーリスモ2
1999年12月11日発売。シリーズ唯一のCD-ROM2枚組で、アーケードモードを主とした「アーケードディスク」とメインコンテンツである「グランツーリスモディスク」で構成されている。シリーズ初のダートコースが収録。また、シリーズで初めて実在のサーキットであるラグナセカ・レースウェイ（現・ウェザーテック・レースウェイ・ラグナ・セカ）が収録された。パッケージの車はホンダ・S2000。ここまでのシリーズはネジコンに対応している。
実物のレーシングカーと同様のレーシングモディファイも可能になり、またネッツやアンフィニなどの販売店の名称もレーシングモディファイに使用された。
今作からグランツーリスモモードの車がアーケードモードでも使用可能になった。

### PlayStation 2
グランツーリスモ3 A-spec
2001年4月28日発売。当初は「グランツーリスモ2000」という仮称で開発を開始し、PlayStation 2と同時に発売する予定を立てていた。PS2発売直前の2000年2月に行われたプレイステーションフェスティバル2000で配布された体験版ソフト10枚組の内の1枚として「グランツーリスモ2000」があった。
プラットフォームがPlayStationよりさらに高性能なPlayStation 2になったことで、車のモデリング精度やサーキットのクオリティは比較にならないほど向上した。また、フレームレートがこれまでの秒間30フレームから秒間60フレームになったことで動きがより繊細になった。開発当初はアーケードモードを主とする予定だったが、車種やゲームモードの追加などによって開発が大幅に長引くとともに、タイトルも「グランツーリスモ2000 A-spec」を経て「グランツーリスモ3 A-spec」へと変更された。「A-spec」となっているのは、GT4に収録されている B-specモードを収録したバージョンを発売する予定だったためだが、結局「グランツーリスモ3 B-spec」なるソフトは発売されなかった。
BGMは様々なアーティストの楽曲が使用されており、中でもイギリスのロックバンド「Feeder」の「Just a day」が大ヒットを記録した。パッケージに描かれている車はRUF・3400S。
今作から大抵のレーシングカーにはゼッケンが付くようになり、実在するレーシングカーと同等となった。「レーシングモディファイ」は廃止され、代わりにLMレースカー（収録車をベースとしたGTオリジナルのレーシングカー）が増えた。
グランツーリスモ コンセプト 2001 TOKYO
2002年1月1日発売。グランツーリスモ3 A-specのシステムで、2001年の東京モーターショーで発表されたコンセプトカーや2001年当時の最新車などを収録。パッケージの車は日産・GT-R concept（後の日産・GT-Rの原型）のリアビュー。
ゲーム自体は初心者向きで、メニューの日本語化やレースデモなどのシステムが導入された。
メインコンテンツのグランツーリスモモードは省略されており、コースライセンスとアーケードモードをメインに進める形となっている。
グランツーリスモ・ルポカップ・トレーニングバージョン
2003年4月配布。ポリフォニー・デジタルがフォルクスワーゲン日本法人からの依頼で、当時開発中だったグランツーリスモ4のシステムを用い、フォルクスワーゲン・ルポによるワンメイクレース「ルポGTIカップ」の参加者のトレーニング用として開発したソフト。収録されている車はルポGTIカップカーのみ、コースも筑波サーキットのみが収録されている。非売品で、同年の「ルポGTIカップ」参加者にのみ配布された。
グランツーリスモ4"プロローグ"版
2003年12月4日発売。グランツーリスモ4の予告編、入門編的内容。教習所スタイルで、ボードゲームのようにレッスンを選択し、段階的に運転技術をレクチャーする。開発が長引いたGT4の遅れを補完する意味合いがあった。エンディングはグランツーリスモ4の開発ムービーで、実写がふんだんに使われている。日本版でスクールモードのナレーションを担当したのは劇団青年座所属の魏涼子（ぎ・りょうこ）。GT FORCE Proに対応。
グランツーリスモ4
2004年12月28日発売。グランツーリスモ3の要素に加え、AIレーサーに指示を出し監督としてレースに参加するB-spec（ディレクターモード）、写真撮影（プリント可能）や中古車要素の復活、リアウィングの交換、スペシャルコンディションレースなどの要素が追加された。コースはグランツーリスモモードの1年目に毎月2コースずつ（10月のみ3コース）が追加され、フリーラン、走行会、フォトドライブ、ファミリーカップ、アーケードモードでの使用が可能となる（走行会、フォトドライブ、ファミリーカップは一部選択できないコースが存在する）。パッケージの車は山内一典の愛車・フォードGTのコンセプトレーシングモデル。
今までのシリーズ作とは違い、自分で改造した車をアーケードモードに使用できず、グランツーリスモモードで購入した車やプレゼントカーをもらったりライセンスをクリアすることで車種が増加していき、セッティングもグランツーリスモモードよりも若干簡易なものとなっている。
車紹介の日本語版ナレーションは諏訪部順一ほか。
ツーリスト・トロフィー
2006年2月2日発売。グランツーリスモ4をベースとしたオートバイレーシングゲーム。グランツーリスモ4に登場したサーキットをさまざまなオートバイで走行することができる。写真撮影も可能。他、オートバイのレーシングモディファイバージョン（オリジナル）も登場。
グランツーリスモ4 オンライン実験バージョン
2006年7～8月配布。グランツーリスモ4をベースに、オンライン対戦やタイムアタック・チャットなどのインターネット機能を追加した実験用ソフト。公式サイトの会員の中から抽選で5000人に無償配布し、テストプレイを行った。2006年7月1日～8月31日までサービス提供。
グランツーリスモ4 スバルドライビングシミュレーター版
ソニーと富士重工業（当時）が共同で開発したドライビングシミュレーターに付属していたソフト。現在は極めて入手困難となっている。

### PlayStation 3
グランツーリスモHDコンセプト
2006年12月24日配布。『グランツーリスモHD』の発売中止および『グランツーリスモ5』へのプロジェクト吸収に代わり、PlayStation 3のオンラインサービスの一環として無料配布された。2007年9月30日に配布終了。
サーキットはアイガー北壁コースのみ。オンラインランキングに対応していた。
グランツーリスモ5プロローグ
2007年12月13日発売。PS3では事実上初めての製品版タイトル。パッケージの車は日産・GT-R。ダウンロード版も発売された。2011年2月末販売終了。
最高16人までのオンライン対戦が可能。動画配信サービス「グランツーリスモTV」も行われていた（2009年をもってサービス終了）。車のインテリアを再現し、ドライバー視点でのプレイが可能。
2007年10月に開催された東京モーターショーにあわせて無料体験版が期間限定で配信され、東京モーターショーに出展された新車のバーチャル除幕式というタイムリーなイベントが行われた。
2011年9月末にオンラインサービス終了。
グランツーリスモ5プロローグ Spec III
2008年10月30日発売。『グランツーリスモ5プロローグ』で実施された無料アップデートを全て収録した最新版がパッケージソフトとして改めて発売された。パッケージの車はシトロエン・GT by シトロエン。期間限定でPS3本体に同梱された。詳細なアップデート内容についてはグランツーリスモ5プロローグを参照。
グランツーリスモ5 タイムトライアルチャレンジ
2009年12月17日配布。発売前の『グランツーリスモ5』を体験できる特別版として配信されたバージョン。2010年2月15日に配布終了。詳細はグランツーリスモ5参照。
グランツーリスモ5
2010年11月25日発売。6年ぶりのナンバリングタイトル。プロジェクトの膨大化に伴って開発が長引き、発売が再三繰り返し延期されていた。
年式違いなどを含み、当時のシリーズ最多の1000車種以上を収録、細部まで緻密に再現されたプレミアムカー、以前のデータをベースにしたスタンダードカー、前作のB-Specに搭載されていた倍速などの機能の廃止、対戦だけにとどまらない様々なオンライン要素など、大きな進化を遂げた。さらにシリーズ史上初のカーダメージ（プレミアムカーのみ）、天候・時刻の変化（一部のコースのみ）、立体視対応、コースメーカー、レーシングカート・NASCARの収録、コースがランダムで自動生成されるラリーイベント、ベルンからローマへ横断する、イタリア半島縦断の旅グランドツアーイベント、ダウンロードコンテンツによるアップデートや追加アイテムの購入など、数多くの新要素が盛り込まれている。また「レーシングモディファイ」も復活し、（一部の車のみ）Ver.2.00より、耐久レースでピットイン時に中断セーブが可能となり、何度か分割してプレイ可能になったり、シリーズ史上初の有料DLCが発売された。なお有料DLCは、オンラインサービス終了に先立って、2014年4月末日で販売を終了した。パッケージ車両は、メルセデス・ベンツ・SLS AMG。
スペシャルイベントで、NASCARドライバー ジェフ・ゴードン、ラリードライバー セバスチャン・ローブ、F1ドライバー セバスチャン・ベッテルといった実名ドライバーが登場している。
ライセンスでのナレーションは後述のPSP版グランツーリスモのナレーションをつとめた桑島法子。クルマ紹介のナレーションは細井治ほか。
2014年5月31日の正午をもってオンラインサービスが終了し、一部トロフィーが獲得できなくなった。
グランツーリスモ5 Spec II
2012年2月2日発売。2011年10月に行われたVer.2.00への無料アップデートを適用済のブルーレイディスクと、同じく2011年10月に配信された有料ダウンロードコンテンツ｢コンプリートパック｣をダウンロードできるプロダクトコードを同梱した廉価版。パッケージ車両はレッドブル・X2011プロトタイプ。
GTアカデミー 2012
2012年5月2日配信開始、6月25日に配信を終了したオンライン専用タイトル。PlayStation Storeで無料配信。計8つのラウンドで課題をクリアしドライビング技術の向上を目指す。オンラインランキングに加え、総プレイヤー数・リトライ数・総走行距離などが統計表示されるクラウド的な要素も持つ。課題を一定以上の成績でクリアするとグランツーリスモ5で使用できるゲーム内アイテムやこのゲームに収録されているクルマを獲得できた。6月25日にオンラインランキングの登録が終了し、7月4日にはサービスが終了しプレイできなくなった。
GTアカデミー 2013
2013年7月3日、「2013年度GTアカデミー」のオンライン予選も兼ねて配信開始。（但し、日本は予選選考に含まれていない。）前年度と同じく起動制限がかかり、7月29日すべてのイベントが終了、8月31日には起動不可能になった。先行して「グランツーリスモ6」に使用されるエンジンが採用され、シリーズ初登場となる「シルバーストン・サーキット」が登場した。
グランツーリスモ6
2013年5月15日（現地時間）、イギリスのシルバーストーン・サーキットにて開催した『グランツーリスモ』15周年記念イベントで発表された。
同年9月9日、2013年12月5日に発売されることが発表された。
収録車種はシリーズ最多の1200車種以上、今作から初収録された車種や前作にも収録された一部の車種は細部まで緻密に再現されたプレミアムカー、以前のデータをベースにしたスタンダードカーに加え、今作からは世界の自動車業界で大きな社会現象にもなっているビジョン グランツーリスモ車両がアップデートの度に次々と追加された。次回作の「グランツーリスモSPORT」以降もビジョン グランツーリスモプロジェクトは続いており、次回作にはポルシェやマクラーレンなどのメーカーも続々参戦している。更に、天候・時刻の変化（一部のコースのみ）対応コースの追加、前作の有料DLCのほとんどが当初から収録されていたり、2014年5月30日のアップデートで追加された「アイルトン・セナ・トリビュート」では、F1ドライバーアイルトン・セナの人生を映像で振り返りつつ、セナが運転したマシンでドライブすることができる。また、シリーズで初めてFIAとのパートナーシップを締結した作品となった。
今作では有料DLCとして、課金で有償ゲームクレジットを購入できた。忙しくてプレイできる時間がないプレイヤーにとっては便利な機能であり、素早く高額車両や車のチューニングを実行することもできた。有償ゲームクレジットはオンラインサービス終了に先立って2018年1月末をもって販売終了。
アップデートの度に次々と新車や新コースや新機能が追加される仕様は次回作の「グランツーリスモSPORT」にも引き継がれている。また、グランツーリスモ3からポルシェの代わりに収録され続けたRUF車が収録されるのは、次回作の「グランツーリスモSPORT」の2019年11月のアップデートまでの間、今作をもって一旦最後となっていた。
次回作「グランツーリスモSPORT」が発売された後、2018年3月28日の英国時間正午をもってオンラインサービスを終了した。なおシーズナルイベントは日本時間正午で全てのイベントの開催を終了した。ただし前作とは違い、オンラインサービスが終了してもトロフィーコンプリートは可能。

### PlayStation 4
グランツーリスモSPORT
事実上シリーズ初のPS4作品となり、新ハードによる新しいことや今まで不可能だった面への挑戦が盛り込まれる意欲作となっている。2016年初めにβ版が配信され、当初は2016年11月15日に日本で発売予定と発表。しかし、画面のリアリティを更なる追求をするために、2016年8月30日に公式ホームページ等より「2017年に発売予定」と延期が発表され、2017年7月14日に「2017年10月19日に発売する」ことが決定した。
当初の発売日より約1年の遅れが出たものの、前作より画質が大幅に向上し、4K、ワイドカラープロセスに対応し、前作からHDR、60fpsといった要素も継承し、シリーズ最高峰のクオリティを誇る。特にシリーズ初のポルシェ車の収録は、ファンにとって待ちに待ったニュースとなった。
今作はシリーズ初のオンライン専用作品となっており、オフラインでは一部モードしかプレイできず、データセーブがされない仕様となっている。
収録車種は前作より大幅に減少したものの、収録される車モデルは今作で全て作り直された。クオリティもシリーズ作で最も高く「自動車メーカーが製造に使用するCADデータを除けば、世界でもっとも高品質、高精度なモデリング」とのこと。前作に引き続きビジョン グランツーリスモ車両は全て収録されているほか、Gr.〇クラス向けにチューンされたビジョン グランツーリスモ車両も新たに追加された。
ボディのカラーリング、ステッカーの配置、デザインを編集することが出来る「リバリー」機能が追加され、様々なテーマの車が作成できるようになった。作成したリバリーはユーザー間で自由に共有することが出来る。
発売日の1週間前に、2017年のF1世界選手権のメキシコGPでチャンピオンを確定したルイス・ハミルトンが本作のマエストロとして登場することが発表された。
シリーズで初めてeスポーツに本格的に参入した作品であり、ゲーム内容もそれに準拠したものとなっている。今作でもFIAとパートナーシップを締結し、「新たなモータースポーツ」として本作品を用いた国際大会「FIA グランツーリスモ チャンピオンシップ」を開催しており、国別対抗・個人戦の「ネイションズカップ」と、自動車メーカー対抗団体戦の「マニュファクチャラーシリーズ」の2種の選手権試合が開かれている。特に優れたプレイヤーは世界各地で開かれるイベント「ワールドツアー」への参加権が与えられ、シーズン末期に行われるファイナルイベント「ワールドファイナル」でチャンピオンが確定する。初代王者となる2018年シーズンの年間総合優勝はマニュファクチャラーシリーズがレクサス（タイレル・メドウズ（米国代表）、ビンセント・リガード（フランス代表）、川上奏（日本代表、愛知県から参戦））、ネイションズカップがブラジル代表のイゴール・フラガであった。
前作同様、アップデートで新車や新コースや新機能が次々と追加される仕様であり、発売当初は収録車種・コースの少なさからボリューム不足が指摘されていたが、アップデートを重ねて収録車種・コースが増え、ゲームのボリュームは増加傾向にある。
PlayStation VR対応。
日本版ドライビングスクールのナレーションは高橋李依が担当。ミッションチャレンジとサーキットエクスペリエンスのナレーションは先述の『グランツーリスモ5』、後述のPSP版『GRAN TURISMO』のナレーションを担当した桑島法子が担当。
次回作『グランツーリスモ7』が発売された後、本作のオンラインサービスは終了した。
グランツーリスモSPORT Spec II
2019年10月4日発売。ダウンロード販売のみ。発売時点の最新ver（1.39）と、「FIA グランツーリスモ チャンピオンシップ 2018」のマニュファクチャラーシリーズでトップ10に入ったメーカーのGr.3レースカー（計10台）が収録された廉価版。
グランツーリスモ7
2022年3月4日発売。シリーズで初めて同一タイトルが複数ハードで発売された。 基本的なゲーム内容はPS5版と同一だが、レイトレーシングを始めとしてPS4版では非対応の機能が多数存在する。
はじめてのグランツーリスモ
2024年12月6日配信開始。

### PlayStation 5
グランツーリスモ7
2022年3月4日発売。シリーズ初のPS5作品で7年ぶりのナンバリングタイトル。
今作ではレイトレーシングに対応し、過去の膨大な観測データから大気や水蒸気の動きをシミュレーションする事によって、リアルな天候変化や路面温度、気温や気圧の再現、またそれらによる空力やスリップストリームの効き具合の変化も再現している。また、雨が降った際には路面の水量がコースの場所や走行ラインによってリアルタイムで変化する。
今作でも空の表現にも力を入れており、NASAのデータから日の出日の入り、月の出月の入りや惑星の動きも再現している。
Sony AIと共同で4万5000時間の深層強化学習を行い、フェアなレースでトップドライバーを打ち負かすほどのAI「GT Sophy」を開発し、それらとの対戦が楽しめるイベント「RACE TOGETHER」が期間限定で登場した他、2023年2月22日のPlayStation VR2発売に伴い、アップデートでVRモードに対応した。
2023年11月2日に、新たなクルマと新たなコース、そして多くの新機能を追加した「SpecⅡ」アップデートを実施。
はじめてのグランツーリスモ
2024年12月6日配信開始。PlayStationの30周年記念及びGT7の体験版として無料配信された。様々な年齢・スキルの人々が楽しめるようにデザインされており、「ライセンス」「レース」「タイムトライアル」「ミュージックラリー」「練習走行」の5つのモードが収録されており、ゲームを進めることで最終的に18台をGT7で入手可能になる。PS5版ではPlayStation VR2にも対応している。

### PlayStation Portable
グランツーリスモ (PSP)
2009年10月1日発売。同年10月8日発売の予定が1週間繰り上げて発売された。
当初は『グランツーリスモ4モバイル』の仮称で2005年春に発売を予定していた。その後長期間表立った進展がなく、山内は『グランツーリスモ5』の開発を優先すると発言していた。欧米ではPSP goとの同時発売だったが牽引効果は乏しく、据え置き機向けに比べればセールス・評価は芳しくなかった(それでも累計売上約400万と、PSP作品ではトップクラスに位置する売上である)。
タイトルはPS版第1作と同様だが、移植・リメイクではなく、むしろイメージとしては完全なる新作である。登場車種800台以上（車のグレードは含まれない）、登場サーキット35コース70レイアウト、アドホックモードを使った多彩なアーケードレースなど、メインシリーズに匹敵するボリュームである。
シリーズで初めてランボルギーニの車両が登場することが発表された。カウンタックLP400、ブガッティ・ヴェイロン16.4、シボレー・コルベットZR1、フェラーリ・エンツォフェラーリなど多数の車両が初登場。
なお、今作のメインモード『ミッションにチャレンジ』の日本語版ナレーションは桑島法子が担当した。
パッケージの車はシボレー・コルベットZR1。

### その他
グランツーリスモ for Boys
2004年11月の『グランツーリスモ4』の完成披露会で発表。将来の車好きを増やすための子供向けのグランツーリスモで、｢採算度外視のできるだけ低いコストで、できることなら無償」「建機類も収録したい」といったコメントがされている。発売時期や具体的内容は不明。2006年9月収録の山内一典インタビュー では「子供のころからクルマを好きになってもらうためにも重要な作品ですので、もちろん作っています」とコメントしているが、その後の続報はない。

### 開発中止
グランツーリスモHD
元々は2006年5月のElectronic Entertainment Expoに出展された試作品で、『グランツーリスモ4』の収録コースを高精細（HD）化し、『ツーリスト・トロフィー』同様にバイクも使用可能だった。
2006年12月に同じタイトルで小規模な作品を発売する予定だったが、開発計画の変更により発売中止となった。詳しい経緯はグランツーリスモHDコンセプトを参照。
グランツーリスモ6（PS4）
『グランツーリスモ6』はPlayStation 4での開発も行われていたが、『グランツーリスモ SPORT』への移行により開発中止になった。山内一典はインタビュー記事の中で「プレイヤーの皆さんがPS3版を遊び尽くしたあたり」で出すのが理想的としていた。

### 実写化
『グランツーリスモ』
ソニー・ピクチャーズとプレイステーション・プロダクションズで映画化されることが決まっており、ニール・ブロムカンプが監督することも決定。デヴィッド・ハーバーが主人公レーサーに運転を指導する元レーサー役で出演決定。主人公レーサーのヤン・マーデンボローはアーチー・マデクウィが演じる。2023年1月5日、初映像が公開。2023年9月日本公開。

## 関連イベント

### グランツーリスモ・アワード
ラスベガスで毎年11月に行われる自動車部品の見本市「SEMAショー」にて、2003年から実施されている賞。出展されたカスタムカーを山内らが審査して表彰する。最優秀に選ばれた車はグランツーリスモシリーズに収録される。
- 2003年 - ビュイック スペシャル
- 2004年 - HPA モータースポーツ ステージ II R32
- 2005年 - AEM S2000
- 2006年 - アート・モリソン コルベット'60
- 2007年 - 2007 HPA モータースポーツ FT565 ツインターボ アウディ TT
- 2008年 - ハイエンドパフォーマンス G37
- 2009年 - グランドツーリングガレージ 1970年式フォード・マスタング”トランスキャマー”
- 2010年 - スティーローエンジニアリング レッドデビル
- 2011年 - ポージーモータースポーツ カマロ RS
- 2012年 - エッカーツ・ロッドアンドカスタム Mach Forty
- 2013年 - クリス・ホルストロム・コンセプト 1967 シェビー ノヴァ
- 2014年 - ロードスターショップ ランページ
- 2015年 - グレッディ フグZ
- 2016年 - ウィケッド・ファブリケーション GT 51
- 2017年 - ガレージRCR シビック
- 2018年 - グリーニング オート カンパニー マーベリック

### グランツーリスモ・トロフィー
カリフォルニア州ペブルビーチで毎年8月に行われる自動車イベント「ペブルビーチ・コンクール・デレガンス」にて、2008年から実施されている賞。出展されたヒストリックカーを山内らが審査して表彰する。最優秀に選ばれた車はグランツーリスモシリーズに収録される。
- 2008年 - ランボルギーニ ミウラ P400 Bertone Prototype CN.0706 '67
- 2009年 - アルファロメオ ジュリア TZ2 carrozzata da ZAGATO CN.AR750106 '65
- 2010年 - アバルト 1500 Biposto Bertone B.A.T 1 '52
- 2011年 - プリマス XNR ギア Roadster '60
- 2012年 - フェラーリ 500 モンディアル Pinin Farina Coupe '54
- 2013年 - アストンマーティン DB3S CN.1 '53
- 2014年 - マセラティ A6GCS/53 Spyder '54
- 2015年 - カニンガム C-4R コンペティション ロードスター
- 2016年 - フェラーリ 330P4 スパイダー
- 2017年 - メルセデス・ベンツ S Barker Tourer '29
- 2018年 - AAR イーグル インディカー
- 2019年 - アルファロメオ 8C2300
- 2021年 - フェラーリ 512S

### GTアカデミー
SCEと日産自動車が主催するレーシングドライバー養成プログラム。オンラインで予選を行い、予選の通過者が訓練コースに参加。優勝者はプロのドライバーとしてデビューする権利が与えられる。
2010年に第2回が開催され、以後は毎年行われている。2011年には初めてアメリカ合衆国でも実施された。2008年にヨーロッパで行われた第1回の優勝者・ルーカス・オルドネスは、ル・マン24時間レースやここ最近ではSUPER GTなどで活躍している。
2011年まではグランツーリスモシリーズのオンライン・タイムトライアルイベントが予選の舞台であったが、2012年の第4回では予選用の専用ソフト「GTアカデミー 2012」が、翌2013年にもGT6の体験版を兼ねた同「2013」がそれぞれダウンロード専用ソフトとして配信された。2014年以降はGT6が発売されたことにより再び内部イベントとして行われるようになった。
2015年4月21日より日産自動車は、ソニー・コンピュータエンタテインメント、ポリフォニー・デジタルと共同で、バーチャルとリアルを繋ぐ国際的ゲームコンテスト「GTアカデミー by 日産×プレイステーション®」を日本で初めて開催することを発表。同時に、これまで日本は選考の対象に含まれていなかったが今回で対象になることも明らかになった。
2016年、日産が主に日本で展開するニッサン・ドライバー・デベロップメント・プログラム（NDDP）とも協力関係にあり、ルーカス・オルドネスやヤン・マーデンボローらが、GTアカデミーからNDDPに参加していた。
2023年9月15日、これを題材にした映画グランツーリスモ が公開された。（詳しくは映画グランツーリスモを参照）

## 関連商品

### ステアリングコントローラ
（俗にハンコンと呼ばれる。）
ステアリングコントローラ ゼロテック
ホリ製のステアリングコントローラー。ラジコンカーのガングリップ型プロポ（送信機）の形状をしている、PlayStation専用のステアリングコントローラー。
GT FORCE
2001年1月1日発売。ロジクールがポリフォニー・デジタルと共同開発した、『グランツーリスモ3 A-spec』に最適化したステアリングコントローラ。フォースフィードバック機能搭載。PlayStation 2専用でUSB接続。他の多くのレースゲームにも対応している。
GT FORCE Pro
2003年12月4日発売。『グランツーリスモ4 "プロローグ"版』に合わせて発売されたGT FORCEの上位版。家庭用ステアリングコントローラとして初めてロック・トゥ・ロック 2.5回転 900°を実現した。
GT FORCE RX
2006年11月11日、PlayStation 3本体と同時発売。『リッジレーサー7』などに対応している。基本機能はGT FORCEと同等。ステアリング正面のボタン配置が変更され、使いやすくなっている。
G25 Racing Wheel
2007年12月13日発売。当初は100台限定で、即完売するほどの人気のため、翌年4月から再発売。クラッチペダルに6速Hパターンシフト、2つのモーターを搭載したデュアルフォースフィードバック、革張りステアリングホイールなどが特徴。元々は海外でPC用として発売されたもので、GT Forceシリーズではない。国内ではPS3用周辺機器として『グランツーリスモ5 プロローグ』と同時に発売されたが、ポリフォニー・デジタルは関わっておらず、オプションメニューにはG25の欄がない。なお、使用は問題なく使用できる。
Driving Force GT
2008年6月12日発売。GT FORCE Proをベースにリアルタイムアジャストメントダイヤルが搭載されたほか、フォースフィードバックもリファイン。ステアリングも直径28cmと少し大きくなっている。多くのレースゲームに対応しているが、一部タイトルはクロスメディアバーが使えない。
2010年11月25日には、『グランツーリスモ5』に合わせて新パッケージ版が同時発売された。グランツーリスモ5のダウンロードコンテンツ（プレゼントカー1点）が付属する。
Driving Force Wireless
2008年9月11日発売。2.4GHz帯のワイヤレス通信を採用した。ペダルを排し、ステアリングの裏のパドルでアクセルやブレーキを操作する。そのため、ひざの上に載せてゲームができる。2009年11月26日には3980円という低価格で再発売された。
G27 Racing Wheel
2010年11月25日発売。 G25 Racing Wheelの改良版。変更点はブレーキ&クラッチペダルにスペーサー追加、シフトレバーのガタつき軽減、ホイール上のボタンの追加（2個→6個）、シーケンシャルの廃止。
ステアリングコントローラー3
2010年11月25日発売。ホリ製コントローラー。ゼロテックとは違い、ステアリングとアクセルペダル＆ブレーキペダルを使用した操作が可能。フォースフィードバック機能はないものの振動機能が付いている。2012年4月19日に再発売された。
Thrustmaster T500 RS
ゲーム用ジョイスティックなどの商品を手がけているスラストマスター社が2011年2月25日に発売。
| 関連製品                            | PS | PS2                         | PS3                                 | 型番                  |
| ----------------------------------- | -- | --------------------------- | ----------------------------------- | --------------------- |
| ステアリングコントローラ ゼロテック | ○  |                             |                                     |                       |
| GT FORCE                            |    | ○                           | △（非公式、一部のゲームソフトのみ） | LPRC-10000            |
| GT FORCE Pro                        |    | ○                           | ○                                   | LPRC-11500            |
| GT FORCE RX                         |    | △（非公式）                 | ○                                   | LPRC-12000            |
| G25 Racing Wheel                    |    | △（非公式、一部の機能のみ） | ○                                   | LPRC-13000            |
| Driving Force GT                    |    | ○                           | ○                                   | LPRC-14000            |
| Driving Force Wireless              |    | ○                           | ○                                   | LPRC-12500 LPRC-12700 |

### その他
トミカ
オリジナルカラーの6台ギフトセットとして、1998年11月にグランツーリスモセット、2000年4月にグランツーリスモ2セットが販売された。製品はいずれも当時のプレイステーションのソフトケースを模したパッケージに収録されていた。
ホットウィール
2016年以降、「GRAN TURISMO」シリーズとしてゲーム内に登場するカラーリングのミニカーが不定期に発売されている。
マジョレット
ゲーム内に登場する実車メーカー製作のコンセプトカー「Vision Gran Turismo」シリーズが発売された。